# ポウィス伯爵
ポウィス伯爵（ポウィスはくしゃく、英:Earl of Powis）はイギリスの伯爵、貴族。有史以来3度創設されており、第1期はイングランド貴族、第2期はグレートブリテン貴族、第3期は連合王国貴族としての叙爵である。
現存する第3期は、第2代クライヴ男爵エドワード・クライヴが1801年に叙されたことに始まるため、本稿では前身となったクライヴ男爵についても触れる。

## 歴史

### 第1期（1674年）
ステュアート朝の廷臣ウィリアム・ハーバート (1626-1696) が1674年4月4日にイングラン爵位「モンゴメリー州ポウィスのポウィス伯爵 (Earl of Powis, of Powis in the County of Montgomery) 」に叙された。彼は続く1687年に「ポウィス侯爵 (Marquess of Powis) に陛爵している。
しかし、その孫にあたる3代侯爵ウィリアム (1698-1748) が嗣子なく没すると、すべての爵位は廃絶した。なお、一族の居城や地所は遠縁のヘンリー・ハーバート(1703-1772) が相続するとともに、第2期のポウィス伯爵叙爵に繋がることとなる。

### 第2期（1748年）
ヘンリー・ハーバート(1703-1772) はホイッグ党の政治家で、王室会計監査官や王室出納長官を歴任した。彼は第1期のポウィス伯爵が廃絶した1748年に「モンゴメリー州におけるポウィス城のポウィス伯爵 (Earl of Powis, of Powis Castle in the County of Montgomery) に叙されているが、これが第2期としての創設である。

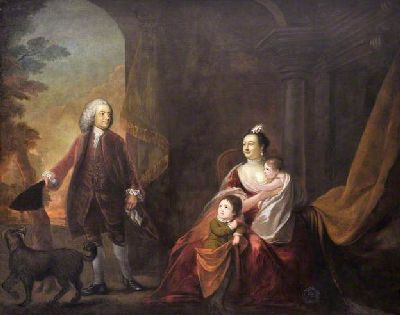
初代伯(第2期)ヘンリー・ハーバートとその家族を描いた絵画

なお彼はこの叙爵に先立つ1743年12月21日に「シュロップシャー州チャーブリーのハーバート男爵 (Baron Herbert, of Chirbury in the County of Shropshire) 」に叙されていたほか、伯爵位創設時に、併せて「シュロップシャー州ラドローのラドロー子爵及 (Viscount Ludlow, of Ludlow in the County of Shropshire) 」及び「モンゴメリー州におけるポウィス城のポウィス男爵 (Baron Powis, of Powis Castle in the County of Montgomery) 」を授けられている。また、1749年には特別継承権が付与された「チャーブリー及びラドローのハーバート男爵 (Baron Herbert, of Chirbury and of Ludlow) 」にも叙されている。
これら一連の爵位は、すべてグレートブリテン貴族爵位である。
しかし、初代伯の跡を継いだ2代伯ジョージ (1755-1801) が1801年に没するとすべての有資格者が途絶えていたため、上記の爵位はわずか二代にしてことごとく廃絶した。ジョージの死後は、彼の末妹ヘンリエッタ (1758-1830) が一族の所領と財産を相続した。

### 第3期（1804年）

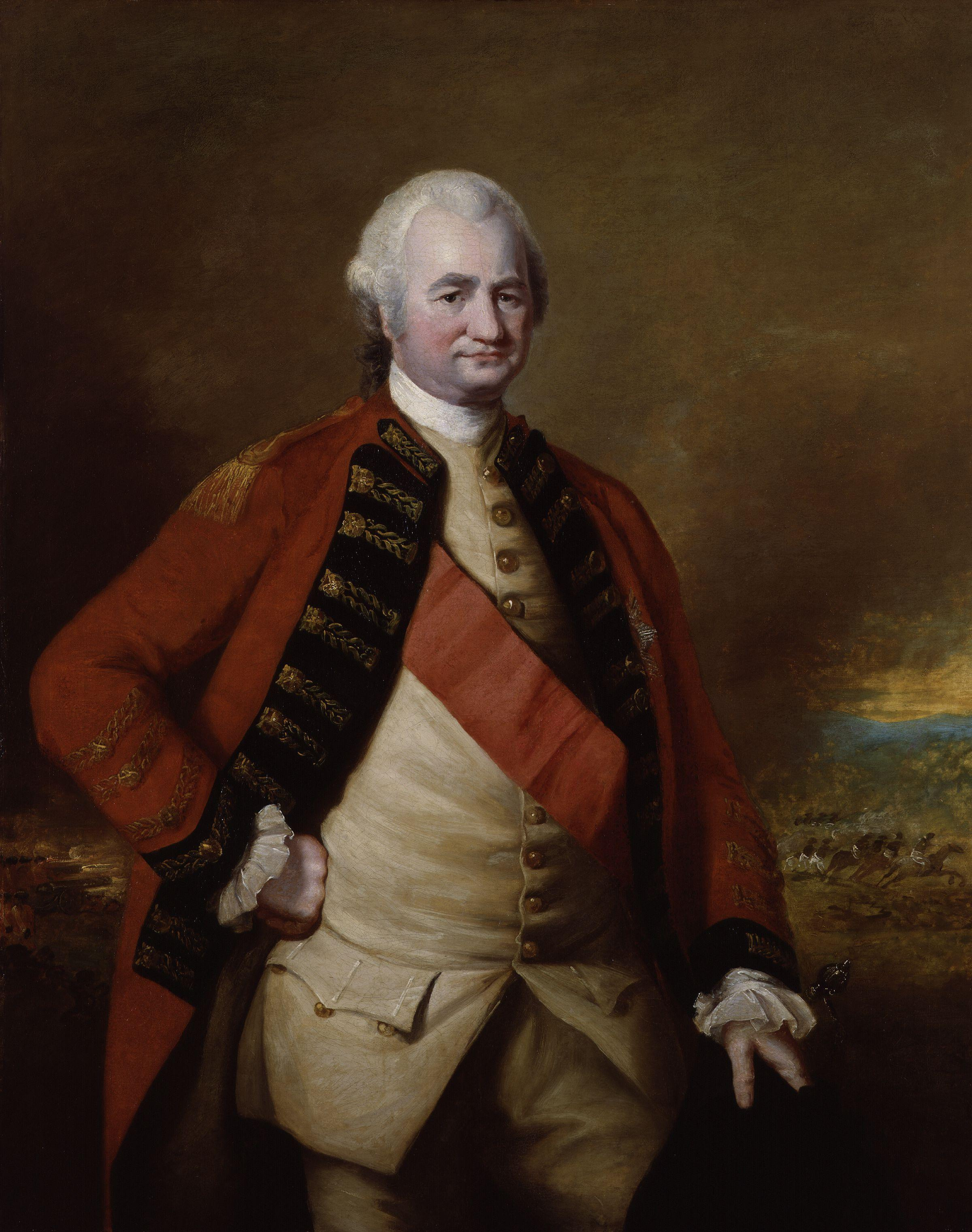
伯爵家(第3期)の祖ロバート・クライヴ

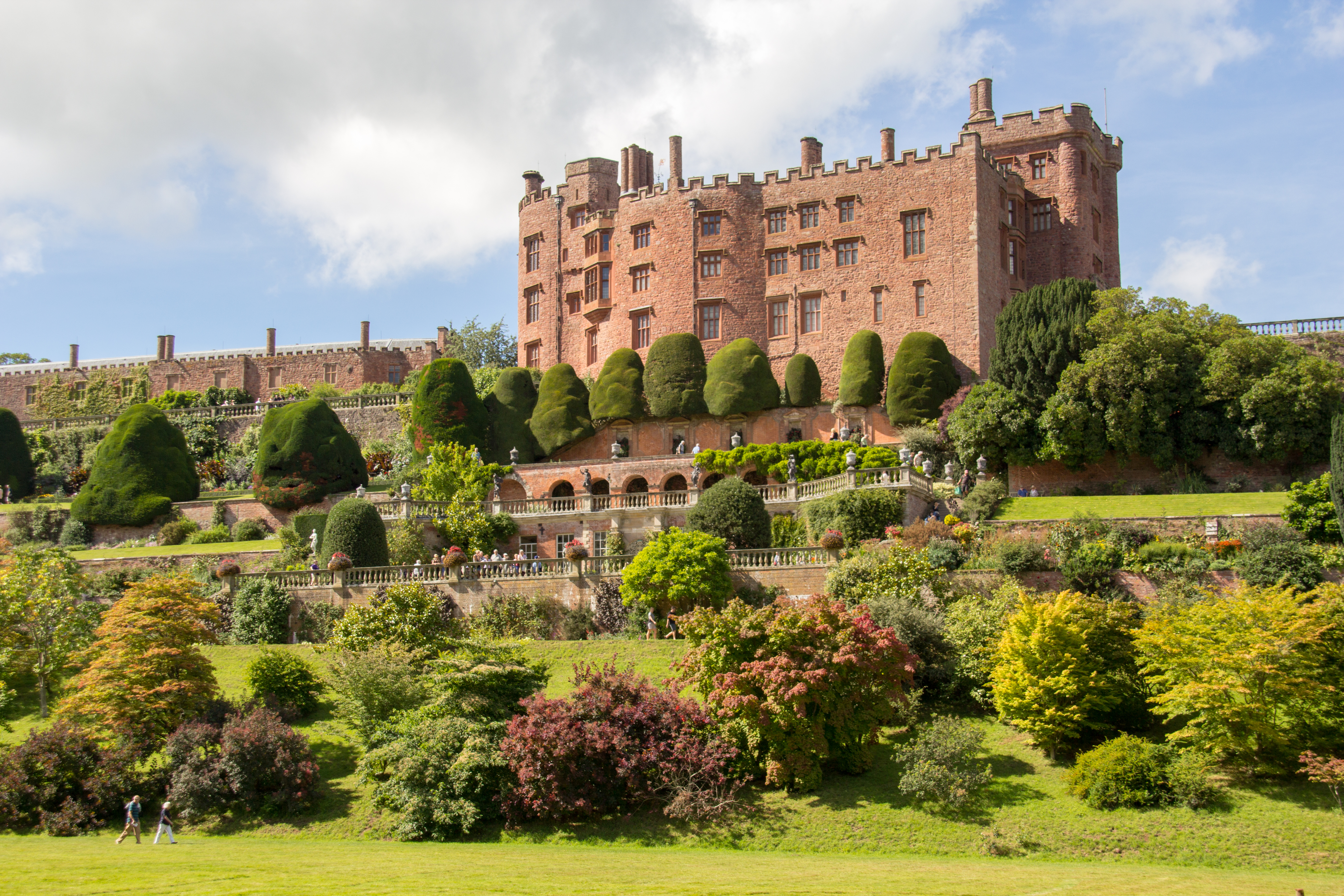
一族の邸宅であるポウィス城

軍人ロバート・クライヴ (1725-1774) はプラッシーの戦いに勝利して帰国したのち、その功績から1762年にアイルランド貴族爵位の「クレア県プラッシーのクライヴ男爵 (Baron Clive, of Plassey in the County of Clare) 」に叙された。彼が1774年に自裁を遂げると、爵位はその息子のエドワードが継承した。
2代男爵エドワード(1754-1839) は1784年にポウィス伯爵家令嬢ヘンリエッタ・ハーバート (1758-1830) と結婚した。1801年に妻の兄ジョージが嗣子なく没すると、クライヴ男爵家がその財産を相続している。彼はシュロップシャー州統監在職中の1794年にグレートブリテン貴族として「シュロップシャー州ウォルコットのクライヴ男爵 (Baron Clive, of Walcot in the County of Shropshire) 」に叙爵されたことを皮切りに、1804年には「ポウィス伯爵 (Earl of Powis) 」に昇叙したため、女系継承を通して伯爵位再興を果たした。
なお伯爵位叙爵時に併せて「シュロップシャー州ラドローのクライヴ子爵 (Viscount Clive, of Ludlow in the County of Shropshire) 」「シュロップシャー州チャーブリーの,チャーブリーのハーバート男爵 (Baron Herbert of Chirbury, of Chirbury in the County of Shropshire) 」及び「モンゴメリー州ポウィス城のポウィス男爵 (Baron Powis, of Powis Castle in the County of Montgomery) 」を授けられており、一連の爵位はすべて連合王国貴族爵位である。
また1807年に勅許を得て、一族の姓を「クライヴ」から母方の「ハーバート」へと改姓している。
その孫にあたる4代伯ジョージ(1862–1952) には二人の息子がいたが、長男は第一次世界大戦下のソンムの戦いで、次男は第二次世界大戦で両名とも戦死していたため、爵位は従兄弟のエドワードに相続された。
5代伯エドワード(1889–1974) の後は、その弟クリスチャン(1904–1988) に継承されたが、彼にも子がなかったため、さらに従兄弟であるジョージ(1925–1993) に爵位は相続された。その息子である8代伯ジョン・ジョージ・ハーバート(1952- ) がポウィス伯爵家現当主である。
一族の邸宅は、ウェールズ地方ポウィス州ウェルシュプール近郊のポウィス城。
かつての邸宅にはシュロップシャー州ラドローに位置するラドロー城があり、同城は現在廃城となっているが、なおも伯爵家の管理下にある 。

## 現当主の保有爵位
現当主である第8代ポウィス伯爵ジョン・ジョージ・ハーバートは、以下の爵位を有する。
- 第8代ポウィス伯爵 (Earl of Powis)
(1804年5月14日の勅許状による連合王国貴族爵位)
- 第8代シュロップシャー州ラドローのクライヴ子爵 (Viscount Clive, of Ludlow in the County of Shropshire)
(1804年5月14日の勅許状による連合王国貴族爵位)
- 第9代クレア県プラッシーのクライヴ男爵 (Baron Clive, of Plassey in the County of Clare) 
(1762年3月15日の勅許状によるアイルランド貴族爵位)
- 第8代シュロップシャー州ウォルコットのクライヴ男爵 (Baron Clive, of Walcot in the County of Shropshire) 
(1794年8月13日の勅許状によるグレートブリテン貴族爵位)
- 第8代シュロップシャー州チャーブリーの,チャーブリーのハーバート男爵 (Baron Herbert of Chirbury, of Chirbury in the County of Shropshire)
(1804年5月14日の勅許状による連合王国貴族爵位)
- 第8代モンゴメリー州ポウィス城のポウィス男爵 (Baron Powis, of Powis Castle in the County of Montgomery) 
(1804年5月14日の勅許状による連合王国貴族爵位)

## ポウィス伯爵(第2期;1748年)
- 初代ポウィス伯爵ヘンリー・アーサー・ハーバート（英語版） (1703–1772) (1748年にポウィス伯爵叙爵)
- 第2代ポウィス伯爵ジョージ・エドワード・ヘンリー・アーサー・ハーバート (1755–1801) (1801年にポウィス伯爵廃絶)

## ポウィス伯爵(第3期;1804年)

### クライヴ男爵(1762年)
- 初代クライヴ男爵ロバート・クライヴ (1725–1774)
- 第2代クライヴ男爵エドワード・クライヴ（英語版） (1754–1839) (1804年にポウィス伯爵叙爵)

### ポウィス伯爵(第3期;1801年)
- 初代ポウィス伯爵エドワード・クライヴ（英語版） (1754–1839)
- 第2代ポウィス伯爵エドワード・ハーバート（英語版） (1785–1848)
- 第3代ポウィス伯爵エドワード・ジェイムズ・ハーバート（英語版） (1818–1891)
- 第4代ポウィス伯爵ジョージ・チャールズ・ハーバート（英語版） (1862–1952)
  - クライヴ子爵パーシー・ロバート・ハーバート (1892-1916)
  - クライヴ子爵マーヴィン・ホレイシオ・ハーバート（英語版） (1904-1943)
- 第5代ポウィス伯爵エドワード・ロバート・ヘンリー・ハーバート（英語版） (1889–1974)
- 第6代ポウィス伯爵クリスティアン・ヴィクター・チャールズ・ハーバート（英語版） (1904–1988)
- 第7代ポウィス伯爵ジョージ・ウィリアム・ハーバート（英語版） (1925–1993)
- 第8代ポウィス伯爵ジョン・ジョージ・ハーバート（英語版） (1952 - )

法定推定相続人は、現当主の息子であるクライヴ子爵(儀礼称号)ジョナサン・ニコラス・ウィリアム・ハーバート(1979-)。

### 註釈
1. ↑  初代男爵ロバートは1767年に帰国後に議会より不正蓄財の嫌疑をかけられて弾劾を受けたのち、1773年の無罪決定まで屈辱を味わったという。この間に健康が悪化したうえに晩年はアヘン中毒も加わり、判決翌年に自裁を遂げた。[10]